# Liga de la Juventud Independiente
La Liga de la Juventud Independiente, conocida popular e históricamente como Partido Constitucional, fue partido político paraguayo fundado el 30 de abril de 1906 en la ciudad de Asunción y disuelto en 1908.

## Antecedentes y fundación
El antecedente inmediato de esta organización fue el Centro Alón, constituido hacia fines del siglo XIX, aproximadamente en el año 1900.
El 30 de abril de 1906, un grupo de jóvenes estudiantes conformó una asociación de carácter reservado con fines políticos, en la residencia ubicada en la calle Cerro Corá n.º 211 de la ciudad de Asunción. La organización adoptó el nombre de Liga de la Juventud Independiente.
La declaración de principios fue incorporada en el acta fundacional, actualmente conservada en el archivo familiar de José Patricio Guggiari, uno de los firmantes. El documento fue suscrito por 131 personas, todas de sexo masculino, entre quienes figuran futuros presidentes del Paraguay, así como referentes del ámbito político e intelectual nacional.

## Ideología
La agrupación adoptó como base estructural los principios del constitucionalismo, manifestando afinidad con los postulados contenidos en la Constitución de 1870. Esta orientación le valió la denominación popular de Partido Constitucional, y a sus miembros se los denominó en algunos casos como constitucionalistas o constituyentes.
La organización no desarrolló una doctrina ideológica uniforme. Sus integrantes presentaban diversas orientaciones políticas, y varios de ellos se destacaron posteriormente como doctrinarios en distintas agrupaciones partidarias. A comienzos del siglo XX, la formación política en el Paraguay era aún incipiente, lo que se reflejaba en las posiciones ideológicas poco sistematizadas de los miembros de la Liga.
La corta duración de su existencia institucional, sumada a la consolidación del bipartidismo en el escenario político nacional, limitó su desarrollo y proyección como fuerza independiente.

## Publicación oficial
El órgano de difusión de la agrupación fue el periódico Alón, editado por primera vez en Asunción en 1903. Tras un período de inactividad, reapareció en 1906 como vocero oficial de la Liga.
Inicialmente fue dirigido por Carlos García, periodista vinculado a sectores de izquierda, quien desde sus páginas cuestionó abiertamente la política del entonces presidente Benigno Ferreira y su sector del liberalismo paraguayo. En enero de 1906, García sostuvo una polémica con Gómez Freire Esteves, director del periódico El Liberal, que derivó en un duelo con armas de fuego. El enfrentamiento tuvo lugar, según algunas fuentes, en la zona de Tacumbú, aunque otros documentos indican que se realizó en territorio argentino. El resultado fue la muerte de García.
Posteriormente, la dirección de Alón fue asumida por Modesto Guggiari, quien dedicó un número especial al periodista fallecido, incluyendo artículos y discursos conmemorativos.

## Disolución
Tras los acontecimientos político-militares del 2 de julio de 1908, que provocaron la destitución del presidente Ferreira, los miembros de la Liga fueron convocados por Manuel Gondra, referente del liberalismo, a una reunión celebrada en la misma residencia de la calle Cerro Corá.
En dicha asamblea, Gondra propuso la incorporación de los integrantes del Partido Constitucional al Partido Liberal, con el objetivo de canalizar sus aspiraciones dentro de una estructura política consolidada. Esta propuesta fue aceptada en una sesión posterior, tras lo cual se resolvió la disolución de la Liga de la Juventud Independiente.
La mayoría de sus integrantes se incorporaron al Partido Liberal, aunque algunos optaron por integrarse al Partido Colorado.